# Stramenopiler
Stramenopiler (av grekiska: stramen, "strå" och pila, "hår") eller heterokonter är en stor grupp eukaryoter varav de flesta är alger, från flercellig kelp till encelliga kiselalger (som utgör en stor beståndsdel i plankton). Enkelt kan heterokonterna delas in i färglösa heterotrofer, exempelvis parasitisk vattenmögel (Oomycetes), och färgade fotosyntetiserande alger, ibland benämnda Ochrophyta. I denna grupp finns bland andra kiselalger, guldalger, gulgrönalger och brunalger.

## Kloroplaster
Hos stramenopila alger är kloroplasterna omgivna av fyra membran varav det sista sammanhänger med endoplasmanätet vilket antyder att de härstammar från en symbiotisk eukaryot som rödalg. Kloroplasterna innehåller klorofyll a och c och dessutom vanligtvis det accessoriska pigmentet fukoxantin som ger dem deras gyllenbruna eller brungröna färg.
De enklaste stramenopilerna är färglösa vilket tyder på att de ska ha förgrenat sig innan kloroplasterna dök upp inom gruppen. Kloroplaster som innehåller fukoxantin finns dock även bland haptofyterna vilket antyder att de två grupperna, och möjligtvis även kryptomonaderna, har en gemensam anfader. Om så är fallet var denna anfader en alg och alla färglösa grupper uppstod genom förlust av kloroplaster.

## Cellmotilitet
Många stramenopiler är encelliga flagellater och bland de övriga producerar många flageller under någon period i sin livscykel, till exempel som gameter eller zoosporer. Namnet "heterokonter" syftar på dessa cellers karaktäristiska form med två olikartade flageller: En främre "tinsel" (engelska: "glitter") täckt av laterala borst och en bakre piskformad "mastigonem" (mastigos, "piska" och nema, "tråd") som är mjuk och vanligtvis kortare, ibland till och med reducerad till enkel knopp på cellkroppen. Flagellerna fäster subapikalt (under ändarna) eller lateralt (i sidorna) och stöds ofta av fyra rötter som består av mikrotubuli och bildar ett särpräglat mönster.
Mastigonemer tillverkas av glykoproteiner i cellens endoplasmanät innan det transporteras till dess yta. När "tinsel"-flagellen rör sig uppstår en bakåtriktad ström som antingen driver cellen fram genom vattnet eller för in födan. Mastigonemernas speciella tredelade struktur, som gått förlorad hos kiselalgerna, får ibland tjäna som gruppens definierande egenskap, vilket i så fall placerar protister som inte producerar "heterokonta" celler inom gruppen.

## Klassifikation
Som nämnts ovan varierar klassifikationen av gruppen avsevärt. Ursprungligen behandlades den som två divisioner som hörde till först växtriket och sedan till protisterna. Divisionen Chrysophyta delades upp i de två klasserna Chrysophyceae (guldalger) och Bacillariophyceae (kiselalger). Till dessa divisioner tillkom Phaeophyta (brunalger).
Enligt denna uppdelning är chrysophyceae parafyletiskt mot både de två andra grupperna vilket gör att olika medlemmar har hamnat i olika klasser och ofta olika divisioner. Nyare system behandlar dem som klasser inom en enda division kallade Heterocontophyta, Chromophyta respektive Ochrophyta. Alla använder sig dock inte av den uppdelningen utan kiselalger behandlas ibland som en egen division.
Upptäckten att vattenmögel och hypochytrider är besläktade med dessa alger snarare än med svamp, som man tidigare trott, har gjort att många valt att inlemma dem bland heterokonterna. Om det skulle visa sig att de härstammar från pigmenterade anfäder skulle gruppen bli parafyletisk i deras avsaknad. Behandling varierar dock och Davd J. Patterson har givit gruppen namnet "stramenopiler" med utgångspunkt i avsaknaden av tripartita mastigonemer, mitokondrier med tubulära cristae och öppen mitos. Patterson använde stramenopiler som prototyp för en klassifikation som inte utgår från Linnés systematik, vilket resulterat att användningen gentemot etablerade system varierar.
Thomas Cavalier-Smith behandlar heterokonter som identiska med stramenopilerna vad gäller sammansättningen, en definition som denna artikel följer. Han har föreslagit att de ska placeras i ett eget rike, chromista, tillsammans med haptofyter och kryptomonader. Numera räknas oftast heterokonter, haptofyter, kryptomonader och alveolater ihop under beteckningen Chromalveolata, som betraktas som rike. Denna indelning börjar sätta sig även monofylin inte är slutligt fastställd.
Stramenopilerna betraktas alltså ibland som en egen division Heterocontophyta eller som underrike till Chromalveolata och då kallad Heterokonta eller Stramenopiles. De olika grupper som ovan presenterats som klasser med ändelserna -phyceae resp -mycetes, betraktas ofta även som divisioner (fyla) med ändelserna -phyta resp. -mycota. Anledningen till bruket -mycetes/-mycota hos de färglösa medlemmarna är att tidigare räknats som svampar, trots att de inte är släkt med dessa.

## Fylogeni
Nedanstående kladogram visar släktskapen inom heterokonterna baserat på rDNA-data.
|  | Bicosoecida                                                     |
|  |                                                                 |
|  | \| \| Labyrinthulida \| \| \| \| \| \| Blastocystis \| \| \| \| |
|  |                                                                 |
|  | Labyrinthulida                                                  |
|  |                                                                 |
|  | Blastocystis                                                    |
|  |                                                                 |

|  | Labyrinthulida |
|  |                |
|  | Blastocystis   |
|  |                |

|  | Developayella                                                                    |
|  |                                                                                  |
|  | \| \| Hyphochytridiomycetes \| \| \| \| \| \| Algsvampar (Oomycetes) \| \| \| \| |
|  |                                                                                  |
|  | Hyphochytridiomycetes                                                            |
|  |                                                                                  |
|  | Algsvampar (Oomycetes)                                                           |
|  |                                                                                  |

|  | Hyphochytridiomycetes  |
|  |                        |
|  | Algsvampar (Oomycetes) |
|  |                        |

|  | Pinguiophyceae                                                     |
|  |                                                                    |
|  | \| \| Pelagophyceae \| \| \| \| \| \| Dictyochophyceae \| \| \| \| |
|  |                                                                    |
|  | Pelagophyceae                                                      |
|  |                                                                    |
|  | Dictyochophyceae                                                   |
|  |                                                                    |

|  | Pelagophyceae    |
|  |                  |
|  | Dictyochophyceae |
|  |                  |

|  | Eustigmatophyceae         |
|  |                           |
|  | Guldalger (Chrysophyceae) |
|  |                           |

|  | \| \| Phaeothamnophyceae \| \| \| \| \| \| Gulgrönalger(Xanthophyceae) \| \| \| \| |
|  |                                                                                    |
|  | Brunalger (Phaeophyceae)                                                           |
|  |                                                                                    |
|  | Phaeothamnophyceae                                                                 |
|  |                                                                                    |
|  | Gulgrönalger(Xanthophyceae)                                                        |
|  |                                                                                    |

|  | Phaeothamnophyceae          |
|  |                             |
|  | Gulgrönalger(Xanthophyceae) |
|  |                             |

|  | \| \| Phaeothamnophyceae \| \| \| \| \| \| Gulgrönalger(Xanthophyceae) \| \| \| \| |
|  |                                                                                    |
|  | Brunalger (Phaeophyceae)                                                           |
|  |                                                                                    |
|  | Phaeothamnophyceae                                                                 |
|  |                                                                                    |
|  | Gulgrönalger(Xanthophyceae)                                                        |
|  |                                                                                    |

|  | Phaeothamnophyceae          |
|  |                             |
|  | Gulgrönalger(Xanthophyceae) |
|  |                             |

|  | Eustigmatophyceae         |
|  |                           |
|  | Guldalger (Chrysophyceae) |
|  |                           |

|  | \| \| Phaeothamnophyceae \| \| \| \| \| \| Gulgrönalger(Xanthophyceae) \| \| \| \| |
|  |                                                                                    |
|  | Brunalger (Phaeophyceae)                                                           |
|  |                                                                                    |
|  | Phaeothamnophyceae                                                                 |
|  |                                                                                    |
|  | Gulgrönalger(Xanthophyceae)                                                        |
|  |                                                                                    |

|  | Phaeothamnophyceae          |
|  |                             |
|  | Gulgrönalger(Xanthophyceae) |
|  |                             |

|  | \| \| Phaeothamnophyceae \| \| \| \| \| \| Gulgrönalger(Xanthophyceae) \| \| \| \| |
|  |                                                                                    |
|  | Brunalger (Phaeophyceae)                                                           |
|  |                                                                                    |
|  | Phaeothamnophyceae                                                                 |
|  |                                                                                    |
|  | Gulgrönalger(Xanthophyceae)                                                        |
|  |                                                                                    |

|  | Phaeothamnophyceae          |
|  |                             |
|  | Gulgrönalger(Xanthophyceae) |
|  |                             |

|  | Pinguiophyceae                                                     |
|  |                                                                    |
|  | \| \| Pelagophyceae \| \| \| \| \| \| Dictyochophyceae \| \| \| \| |
|  |                                                                    |
|  | Pelagophyceae                                                      |
|  |                                                                    |
|  | Dictyochophyceae                                                   |
|  |                                                                    |

|  | Pelagophyceae    |
|  |                  |
|  | Dictyochophyceae |
|  |                  |

|  | Eustigmatophyceae         |
|  |                           |
|  | Guldalger (Chrysophyceae) |
|  |                           |

|  | \| \| Phaeothamnophyceae \| \| \| \| \| \| Gulgrönalger(Xanthophyceae) \| \| \| \| |
|  |                                                                                    |
|  | Brunalger (Phaeophyceae)                                                           |
|  |                                                                                    |
|  | Phaeothamnophyceae                                                                 |
|  |                                                                                    |
|  | Gulgrönalger(Xanthophyceae)                                                        |
|  |                                                                                    |

|  | Phaeothamnophyceae          |
|  |                             |
|  | Gulgrönalger(Xanthophyceae) |
|  |                             |

|  | \| \| Phaeothamnophyceae \| \| \| \| \| \| Gulgrönalger(Xanthophyceae) \| \| \| \| |
|  |                                                                                    |
|  | Brunalger (Phaeophyceae)                                                           |
|  |                                                                                    |
|  | Phaeothamnophyceae                                                                 |
|  |                                                                                    |
|  | Gulgrönalger(Xanthophyceae)                                                        |
|  |                                                                                    |

|  | Phaeothamnophyceae          |
|  |                             |
|  | Gulgrönalger(Xanthophyceae) |
|  |                             |

|  | Eustigmatophyceae         |
|  |                           |
|  | Guldalger (Chrysophyceae) |
|  |                           |

|  | \| \| Phaeothamnophyceae \| \| \| \| \| \| Gulgrönalger(Xanthophyceae) \| \| \| \| |
|  |                                                                                    |
|  | Brunalger (Phaeophyceae)                                                           |
|  |                                                                                    |
|  | Phaeothamnophyceae                                                                 |
|  |                                                                                    |
|  | Gulgrönalger(Xanthophyceae)                                                        |
|  |                                                                                    |

|  | Phaeothamnophyceae          |
|  |                             |
|  | Gulgrönalger(Xanthophyceae) |
|  |                             |

|  | \| \| Phaeothamnophyceae \| \| \| \| \| \| Gulgrönalger(Xanthophyceae) \| \| \| \| |
|  |                                                                                    |
|  | Brunalger (Phaeophyceae)                                                           |
|  |                                                                                    |
|  | Phaeothamnophyceae                                                                 |
|  |                                                                                    |
|  | Gulgrönalger(Xanthophyceae)                                                        |
|  |                                                                                    |

|  | Phaeothamnophyceae          |
|  |                             |
|  | Gulgrönalger(Xanthophyceae) |
|  |                             |

|  | Pinguiophyceae                                                     |
|  |                                                                    |
|  | \| \| Pelagophyceae \| \| \| \| \| \| Dictyochophyceae \| \| \| \| |
|  |                                                                    |
|  | Pelagophyceae                                                      |
|  |                                                                    |
|  | Dictyochophyceae                                                   |
|  |                                                                    |

|  | Pelagophyceae    |
|  |                  |
|  | Dictyochophyceae |
|  |                  |

|  | Eustigmatophyceae         |
|  |                           |
|  | Guldalger (Chrysophyceae) |
|  |                           |

|  | \| \| Phaeothamnophyceae \| \| \| \| \| \| Gulgrönalger(Xanthophyceae) \| \| \| \| |
|  |                                                                                    |
|  | Brunalger (Phaeophyceae)                                                           |
|  |                                                                                    |
|  | Phaeothamnophyceae                                                                 |
|  |                                                                                    |
|  | Gulgrönalger(Xanthophyceae)                                                        |
|  |                                                                                    |

|  | Phaeothamnophyceae          |
|  |                             |
|  | Gulgrönalger(Xanthophyceae) |
|  |                             |

|  | \| \| Phaeothamnophyceae \| \| \| \| \| \| Gulgrönalger(Xanthophyceae) \| \| \| \| |
|  |                                                                                    |
|  | Brunalger (Phaeophyceae)                                                           |
|  |                                                                                    |
|  | Phaeothamnophyceae                                                                 |
|  |                                                                                    |
|  | Gulgrönalger(Xanthophyceae)                                                        |
|  |                                                                                    |

|  | Phaeothamnophyceae          |
|  |                             |
|  | Gulgrönalger(Xanthophyceae) |
|  |                             |

|  | Eustigmatophyceae         |
|  |                           |
|  | Guldalger (Chrysophyceae) |
|  |                           |

|  | \| \| Phaeothamnophyceae \| \| \| \| \| \| Gulgrönalger(Xanthophyceae) \| \| \| \| |
|  |                                                                                    |
|  | Brunalger (Phaeophyceae)                                                           |
|  |                                                                                    |
|  | Phaeothamnophyceae                                                                 |
|  |                                                                                    |
|  | Gulgrönalger(Xanthophyceae)                                                        |
|  |                                                                                    |

|  | Phaeothamnophyceae          |
|  |                             |
|  | Gulgrönalger(Xanthophyceae) |
|  |                             |

|  | \| \| Phaeothamnophyceae \| \| \| \| \| \| Gulgrönalger(Xanthophyceae) \| \| \| \| |
|  |                                                                                    |
|  | Brunalger (Phaeophyceae)                                                           |
|  |                                                                                    |
|  | Phaeothamnophyceae                                                                 |
|  |                                                                                    |
|  | Gulgrönalger(Xanthophyceae)                                                        |
|  |                                                                                    |

|  | Phaeothamnophyceae          |
|  |                             |
|  | Gulgrönalger(Xanthophyceae) |
|  |                             |

|  | Pinguiophyceae                                                     |
|  |                                                                    |
|  | \| \| Pelagophyceae \| \| \| \| \| \| Dictyochophyceae \| \| \| \| |
|  |                                                                    |
|  | Pelagophyceae                                                      |
|  |                                                                    |
|  | Dictyochophyceae                                                   |
|  |                                                                    |

|  | Pelagophyceae    |
|  |                  |
|  | Dictyochophyceae |
|  |                  |

|  | Eustigmatophyceae         |
|  |                           |
|  | Guldalger (Chrysophyceae) |
|  |                           |

|  | \| \| Phaeothamnophyceae \| \| \| \| \| \| Gulgrönalger(Xanthophyceae) \| \| \| \| |
|  |                                                                                    |
|  | Brunalger (Phaeophyceae)                                                           |
|  |                                                                                    |
|  | Phaeothamnophyceae                                                                 |
|  |                                                                                    |
|  | Gulgrönalger(Xanthophyceae)                                                        |
|  |                                                                                    |

|  | Phaeothamnophyceae          |
|  |                             |
|  | Gulgrönalger(Xanthophyceae) |
|  |                             |

|  | \| \| Phaeothamnophyceae \| \| \| \| \| \| Gulgrönalger(Xanthophyceae) \| \| \| \| |
|  |                                                                                    |
|  | Brunalger (Phaeophyceae)                                                           |
|  |                                                                                    |
|  | Phaeothamnophyceae                                                                 |
|  |                                                                                    |
|  | Gulgrönalger(Xanthophyceae)                                                        |
|  |                                                                                    |

|  | Phaeothamnophyceae          |
|  |                             |
|  | Gulgrönalger(Xanthophyceae) |
|  |                             |

|  | Eustigmatophyceae         |
|  |                           |
|  | Guldalger (Chrysophyceae) |
|  |                           |

|  | \| \| Phaeothamnophyceae \| \| \| \| \| \| Gulgrönalger(Xanthophyceae) \| \| \| \| |
|  |                                                                                    |
|  | Brunalger (Phaeophyceae)                                                           |
|  |                                                                                    |
|  | Phaeothamnophyceae                                                                 |
|  |                                                                                    |
|  | Gulgrönalger(Xanthophyceae)                                                        |
|  |                                                                                    |

|  | Phaeothamnophyceae          |
|  |                             |
|  | Gulgrönalger(Xanthophyceae) |
|  |                             |

|  | \| \| Phaeothamnophyceae \| \| \| \| \| \| Gulgrönalger(Xanthophyceae) \| \| \| \| |
|  |                                                                                    |
|  | Brunalger (Phaeophyceae)                                                           |
|  |                                                                                    |
|  | Phaeothamnophyceae                                                                 |
|  |                                                                                    |
|  | Gulgrönalger(Xanthophyceae)                                                        |
|  |                                                                                    |

|  | Phaeothamnophyceae          |
|  |                             |
|  | Gulgrönalger(Xanthophyceae) |
|  |                             |

|  | Developayella                                                                    |
|  |                                                                                  |
|  | \| \| Hyphochytridiomycetes \| \| \| \| \| \| Algsvampar (Oomycetes) \| \| \| \| |
|  |                                                                                  |
|  | Hyphochytridiomycetes                                                            |
|  |                                                                                  |
|  | Algsvampar (Oomycetes)                                                           |
|  |                                                                                  |

|  | Hyphochytridiomycetes  |
|  |                        |
|  | Algsvampar (Oomycetes) |
|  |                        |

|  | Pinguiophyceae                                                     |
|  |                                                                    |
|  | \| \| Pelagophyceae \| \| \| \| \| \| Dictyochophyceae \| \| \| \| |
|  |                                                                    |
|  | Pelagophyceae                                                      |
|  |                                                                    |
|  | Dictyochophyceae                                                   |
|  |                                                                    |

|  | Pelagophyceae    |
|  |                  |
|  | Dictyochophyceae |
|  |                  |

|  | Eustigmatophyceae         |
|  |                           |
|  | Guldalger (Chrysophyceae) |
|  |                           |

|  | \| \| Phaeothamnophyceae \| \| \| \| \| \| Gulgrönalger(Xanthophyceae) \| \| \| \| |
|  |                                                                                    |
|  | Brunalger (Phaeophyceae)                                                           |
|  |                                                                                    |
|  | Phaeothamnophyceae                                                                 |
|  |                                                                                    |
|  | Gulgrönalger(Xanthophyceae)                                                        |
|  |                                                                                    |

|  | Phaeothamnophyceae          |
|  |                             |
|  | Gulgrönalger(Xanthophyceae) |
|  |                             |

|  | \| \| Phaeothamnophyceae \| \| \| \| \| \| Gulgrönalger(Xanthophyceae) \| \| \| \| |
|  |                                                                                    |
|  | Brunalger (Phaeophyceae)                                                           |
|  |                                                                                    |
|  | Phaeothamnophyceae                                                                 |
|  |                                                                                    |
|  | Gulgrönalger(Xanthophyceae)                                                        |
|  |                                                                                    |

|  | Phaeothamnophyceae          |
|  |                             |
|  | Gulgrönalger(Xanthophyceae) |
|  |                             |

|  | Eustigmatophyceae         |
|  |                           |
|  | Guldalger (Chrysophyceae) |
|  |                           |

|  | \| \| Phaeothamnophyceae \| \| \| \| \| \| Gulgrönalger(Xanthophyceae) \| \| \| \| |
|  |                                                                                    |
|  | Brunalger (Phaeophyceae)                                                           |
|  |                                                                                    |
|  | Phaeothamnophyceae                                                                 |
|  |                                                                                    |
|  | Gulgrönalger(Xanthophyceae)                                                        |
|  |                                                                                    |

|  | Phaeothamnophyceae          |
|  |                             |
|  | Gulgrönalger(Xanthophyceae) |
|  |                             |

|  | \| \| Phaeothamnophyceae \| \| \| \| \| \| Gulgrönalger(Xanthophyceae) \| \| \| \| |
|  |                                                                                    |
|  | Brunalger (Phaeophyceae)                                                           |
|  |                                                                                    |
|  | Phaeothamnophyceae                                                                 |
|  |                                                                                    |
|  | Gulgrönalger(Xanthophyceae)                                                        |
|  |                                                                                    |

|  | Phaeothamnophyceae          |
|  |                             |
|  | Gulgrönalger(Xanthophyceae) |
|  |                             |

|  | Pinguiophyceae                                                     |
|  |                                                                    |
|  | \| \| Pelagophyceae \| \| \| \| \| \| Dictyochophyceae \| \| \| \| |
|  |                                                                    |
|  | Pelagophyceae                                                      |
|  |                                                                    |
|  | Dictyochophyceae                                                   |
|  |                                                                    |

|  | Pelagophyceae    |
|  |                  |
|  | Dictyochophyceae |
|  |                  |

|  | Eustigmatophyceae         |
|  |                           |
|  | Guldalger (Chrysophyceae) |
|  |                           |

|  | \| \| Phaeothamnophyceae \| \| \| \| \| \| Gulgrönalger(Xanthophyceae) \| \| \| \| |
|  |                                                                                    |
|  | Brunalger (Phaeophyceae)                                                           |
|  |                                                                                    |
|  | Phaeothamnophyceae                                                                 |
|  |                                                                                    |
|  | Gulgrönalger(Xanthophyceae)                                                        |
|  |                                                                                    |

|  | Phaeothamnophyceae          |
|  |                             |
|  | Gulgrönalger(Xanthophyceae) |
|  |                             |

|  | \| \| Phaeothamnophyceae \| \| \| \| \| \| Gulgrönalger(Xanthophyceae) \| \| \| \| |
|  |                                                                                    |
|  | Brunalger (Phaeophyceae)                                                           |
|  |                                                                                    |
|  | Phaeothamnophyceae                                                                 |
|  |                                                                                    |
|  | Gulgrönalger(Xanthophyceae)                                                        |
|  |                                                                                    |

|  | Phaeothamnophyceae          |
|  |                             |
|  | Gulgrönalger(Xanthophyceae) |
|  |                             |

|  | Eustigmatophyceae         |
|  |                           |
|  | Guldalger (Chrysophyceae) |
|  |                           |

|  | \| \| Phaeothamnophyceae \| \| \| \| \| \| Gulgrönalger(Xanthophyceae) \| \| \| \| |
|  |                                                                                    |
|  | Brunalger (Phaeophyceae)                                                           |
|  |                                                                                    |
|  | Phaeothamnophyceae                                                                 |
|  |                                                                                    |
|  | Gulgrönalger(Xanthophyceae)                                                        |
|  |                                                                                    |

|  | Phaeothamnophyceae          |
|  |                             |
|  | Gulgrönalger(Xanthophyceae) |
|  |                             |

|  | \| \| Phaeothamnophyceae \| \| \| \| \| \| Gulgrönalger(Xanthophyceae) \| \| \| \| |
|  |                                                                                    |
|  | Brunalger (Phaeophyceae)                                                           |
|  |                                                                                    |
|  | Phaeothamnophyceae                                                                 |
|  |                                                                                    |
|  | Gulgrönalger(Xanthophyceae)                                                        |
|  |                                                                                    |

|  | Phaeothamnophyceae          |
|  |                             |
|  | Gulgrönalger(Xanthophyceae) |
|  |                             |

|  | Pinguiophyceae                                                     |
|  |                                                                    |
|  | \| \| Pelagophyceae \| \| \| \| \| \| Dictyochophyceae \| \| \| \| |
|  |                                                                    |
|  | Pelagophyceae                                                      |
|  |                                                                    |
|  | Dictyochophyceae                                                   |
|  |                                                                    |

|  | Pelagophyceae    |
|  |                  |
|  | Dictyochophyceae |
|  |                  |

|  | Eustigmatophyceae         |
|  |                           |
|  | Guldalger (Chrysophyceae) |
|  |                           |

|  | \| \| Phaeothamnophyceae \| \| \| \| \| \| Gulgrönalger(Xanthophyceae) \| \| \| \| |
|  |                                                                                    |
|  | Brunalger (Phaeophyceae)                                                           |
|  |                                                                                    |
|  | Phaeothamnophyceae                                                                 |
|  |                                                                                    |
|  | Gulgrönalger(Xanthophyceae)                                                        |
|  |                                                                                    |

|  | Phaeothamnophyceae          |
|  |                             |
|  | Gulgrönalger(Xanthophyceae) |
|  |                             |

|  | \| \| Phaeothamnophyceae \| \| \| \| \| \| Gulgrönalger(Xanthophyceae) \| \| \| \| |
|  |                                                                                    |
|  | Brunalger (Phaeophyceae)                                                           |
|  |                                                                                    |
|  | Phaeothamnophyceae                                                                 |
|  |                                                                                    |
|  | Gulgrönalger(Xanthophyceae)                                                        |
|  |                                                                                    |

|  | Phaeothamnophyceae          |
|  |                             |
|  | Gulgrönalger(Xanthophyceae) |
|  |                             |

|  | Eustigmatophyceae         |
|  |                           |
|  | Guldalger (Chrysophyceae) |
|  |                           |

|  | \| \| Phaeothamnophyceae \| \| \| \| \| \| Gulgrönalger(Xanthophyceae) \| \| \| \| |
|  |                                                                                    |
|  | Brunalger (Phaeophyceae)                                                           |
|  |                                                                                    |
|  | Phaeothamnophyceae                                                                 |
|  |                                                                                    |
|  | Gulgrönalger(Xanthophyceae)                                                        |
|  |                                                                                    |

|  | Phaeothamnophyceae          |
|  |                             |
|  | Gulgrönalger(Xanthophyceae) |
|  |                             |

|  | \| \| Phaeothamnophyceae \| \| \| \| \| \| Gulgrönalger(Xanthophyceae) \| \| \| \| |
|  |                                                                                    |
|  | Brunalger (Phaeophyceae)                                                           |
|  |                                                                                    |
|  | Phaeothamnophyceae                                                                 |
|  |                                                                                    |
|  | Gulgrönalger(Xanthophyceae)                                                        |
|  |                                                                                    |

|  | Phaeothamnophyceae          |
|  |                             |
|  | Gulgrönalger(Xanthophyceae) |
|  |                             |

|  | Pinguiophyceae                                                     |
|  |                                                                    |
|  | \| \| Pelagophyceae \| \| \| \| \| \| Dictyochophyceae \| \| \| \| |
|  |                                                                    |
|  | Pelagophyceae                                                      |
|  |                                                                    |
|  | Dictyochophyceae                                                   |
|  |                                                                    |

|  | Pelagophyceae    |
|  |                  |
|  | Dictyochophyceae |
|  |                  |

|  | Eustigmatophyceae         |
|  |                           |
|  | Guldalger (Chrysophyceae) |
|  |                           |

|  | \| \| Phaeothamnophyceae \| \| \| \| \| \| Gulgrönalger(Xanthophyceae) \| \| \| \| |
|  |                                                                                    |
|  | Brunalger (Phaeophyceae)                                                           |
|  |                                                                                    |
|  | Phaeothamnophyceae                                                                 |
|  |                                                                                    |
|  | Gulgrönalger(Xanthophyceae)                                                        |
|  |                                                                                    |

|  | Phaeothamnophyceae          |
|  |                             |
|  | Gulgrönalger(Xanthophyceae) |
|  |                             |

|  | \| \| Phaeothamnophyceae \| \| \| \| \| \| Gulgrönalger(Xanthophyceae) \| \| \| \| |
|  |                                                                                    |
|  | Brunalger (Phaeophyceae)                                                           |
|  |                                                                                    |
|  | Phaeothamnophyceae                                                                 |
|  |                                                                                    |
|  | Gulgrönalger(Xanthophyceae)                                                        |
|  |                                                                                    |

|  | Phaeothamnophyceae          |
|  |                             |
|  | Gulgrönalger(Xanthophyceae) |
|  |                             |

|  | Eustigmatophyceae         |
|  |                           |
|  | Guldalger (Chrysophyceae) |
|  |                           |

|  | \| \| Phaeothamnophyceae \| \| \| \| \| \| Gulgrönalger(Xanthophyceae) \| \| \| \| |
|  |                                                                                    |
|  | Brunalger (Phaeophyceae)                                                           |
|  |                                                                                    |
|  | Phaeothamnophyceae                                                                 |
|  |                                                                                    |
|  | Gulgrönalger(Xanthophyceae)                                                        |
|  |                                                                                    |

|  | Phaeothamnophyceae          |
|  |                             |
|  | Gulgrönalger(Xanthophyceae) |
|  |                             |

|  | \| \| Phaeothamnophyceae \| \| \| \| \| \| Gulgrönalger(Xanthophyceae) \| \| \| \| |
|  |                                                                                    |
|  | Brunalger (Phaeophyceae)                                                           |
|  |                                                                                    |
|  | Phaeothamnophyceae                                                                 |
|  |                                                                                    |
|  | Gulgrönalger(Xanthophyceae)                                                        |
|  |                                                                                    |

|  | Phaeothamnophyceae          |
|  |                             |
|  | Gulgrönalger(Xanthophyceae) |
|  |                             |

|  | Bicosoecida                                                     |
|  |                                                                 |
|  | \| \| Labyrinthulida \| \| \| \| \| \| Blastocystis \| \| \| \| |
|  |                                                                 |
|  | Labyrinthulida                                                  |
|  |                                                                 |
|  | Blastocystis                                                    |
|  |                                                                 |

|  | Labyrinthulida |
|  |                |
|  | Blastocystis   |
|  |                |

|  | Developayella                                                                    |
|  |                                                                                  |
|  | \| \| Hyphochytridiomycetes \| \| \| \| \| \| Algsvampar (Oomycetes) \| \| \| \| |
|  |                                                                                  |
|  | Hyphochytridiomycetes                                                            |
|  |                                                                                  |
|  | Algsvampar (Oomycetes)                                                           |
|  |                                                                                  |

|  | Hyphochytridiomycetes  |
|  |                        |
|  | Algsvampar (Oomycetes) |
|  |                        |

|  | Pinguiophyceae                                                     |
|  |                                                                    |
|  | \| \| Pelagophyceae \| \| \| \| \| \| Dictyochophyceae \| \| \| \| |
|  |                                                                    |
|  | Pelagophyceae                                                      |
|  |                                                                    |
|  | Dictyochophyceae                                                   |
|  |                                                                    |

|  | Pelagophyceae    |
|  |                  |
|  | Dictyochophyceae |
|  |                  |

|  | Eustigmatophyceae         |
|  |                           |
|  | Guldalger (Chrysophyceae) |
|  |                           |

|  | \| \| Phaeothamnophyceae \| \| \| \| \| \| Gulgrönalger(Xanthophyceae) \| \| \| \| |
|  |                                                                                    |
|  | Brunalger (Phaeophyceae)                                                           |
|  |                                                                                    |
|  | Phaeothamnophyceae                                                                 |
|  |                                                                                    |
|  | Gulgrönalger(Xanthophyceae)                                                        |
|  |                                                                                    |

|  | Phaeothamnophyceae          |
|  |                             |
|  | Gulgrönalger(Xanthophyceae) |
|  |                             |

|  | \| \| Phaeothamnophyceae \| \| \| \| \| \| Gulgrönalger(Xanthophyceae) \| \| \| \| |
|  |                                                                                    |
|  | Brunalger (Phaeophyceae)                                                           |
|  |                                                                                    |
|  | Phaeothamnophyceae                                                                 |
|  |                                                                                    |
|  | Gulgrönalger(Xanthophyceae)                                                        |
|  |                                                                                    |

|  | Phaeothamnophyceae          |
|  |                             |
|  | Gulgrönalger(Xanthophyceae) |
|  |                             |

|  | Eustigmatophyceae         |
|  |                           |
|  | Guldalger (Chrysophyceae) |
|  |                           |

|  | \| \| Phaeothamnophyceae \| \| \| \| \| \| Gulgrönalger(Xanthophyceae) \| \| \| \| |
|  |                                                                                    |
|  | Brunalger (Phaeophyceae)                                                           |
|  |                                                                                    |
|  | Phaeothamnophyceae                                                                 |
|  |                                                                                    |
|  | Gulgrönalger(Xanthophyceae)                                                        |
|  |                                                                                    |

|  | Phaeothamnophyceae          |
|  |                             |
|  | Gulgrönalger(Xanthophyceae) |
|  |                             |

|  | \| \| Phaeothamnophyceae \| \| \| \| \| \| Gulgrönalger(Xanthophyceae) \| \| \| \| |
|  |                                                                                    |
|  | Brunalger (Phaeophyceae)                                                           |
|  |                                                                                    |
|  | Phaeothamnophyceae                                                                 |
|  |                                                                                    |
|  | Gulgrönalger(Xanthophyceae)                                                        |
|  |                                                                                    |

|  | Phaeothamnophyceae          |
|  |                             |
|  | Gulgrönalger(Xanthophyceae) |
|  |                             |

|  | Pinguiophyceae                                                     |
|  |                                                                    |
|  | \| \| Pelagophyceae \| \| \| \| \| \| Dictyochophyceae \| \| \| \| |
|  |                                                                    |
|  | Pelagophyceae                                                      |
|  |                                                                    |
|  | Dictyochophyceae                                                   |
|  |                                                                    |

|  | Pelagophyceae    |
|  |                  |
|  | Dictyochophyceae |
|  |                  |

|  | Eustigmatophyceae         |
|  |                           |
|  | Guldalger (Chrysophyceae) |
|  |                           |

|  | \| \| Phaeothamnophyceae \| \| \| \| \| \| Gulgrönalger(Xanthophyceae) \| \| \| \| |
|  |                                                                                    |
|  | Brunalger (Phaeophyceae)                                                           |
|  |                                                                                    |
|  | Phaeothamnophyceae                                                                 |
|  |                                                                                    |
|  | Gulgrönalger(Xanthophyceae)                                                        |
|  |                                                                                    |

|  | Phaeothamnophyceae          |
|  |                             |
|  | Gulgrönalger(Xanthophyceae) |
|  |                             |

|  | \| \| Phaeothamnophyceae \| \| \| \| \| \| Gulgrönalger(Xanthophyceae) \| \| \| \| |
|  |                                                                                    |
|  | Brunalger (Phaeophyceae)                                                           |
|  |                                                                                    |
|  | Phaeothamnophyceae                                                                 |
|  |                                                                                    |
|  | Gulgrönalger(Xanthophyceae)                                                        |
|  |                                                                                    |

|  | Phaeothamnophyceae          |
|  |                             |
|  | Gulgrönalger(Xanthophyceae) |
|  |                             |

|  | Eustigmatophyceae         |
|  |                           |
|  | Guldalger (Chrysophyceae) |
|  |                           |

|  | \| \| Phaeothamnophyceae \| \| \| \| \| \| Gulgrönalger(Xanthophyceae) \| \| \| \| |
|  |                                                                                    |
|  | Brunalger (Phaeophyceae)                                                           |
|  |                                                                                    |
|  | Phaeothamnophyceae                                                                 |
|  |                                                                                    |
|  | Gulgrönalger(Xanthophyceae)                                                        |
|  |                                                                                    |

|  | Phaeothamnophyceae          |
|  |                             |
|  | Gulgrönalger(Xanthophyceae) |
|  |                             |

|  | \| \| Phaeothamnophyceae \| \| \| \| \| \| Gulgrönalger(Xanthophyceae) \| \| \| \| |
|  |                                                                                    |
|  | Brunalger (Phaeophyceae)                                                           |
|  |                                                                                    |
|  | Phaeothamnophyceae                                                                 |
|  |                                                                                    |
|  | Gulgrönalger(Xanthophyceae)                                                        |
|  |                                                                                    |

|  | Phaeothamnophyceae          |
|  |                             |
|  | Gulgrönalger(Xanthophyceae) |
|  |                             |

|  | Pinguiophyceae                                                     |
|  |                                                                    |
|  | \| \| Pelagophyceae \| \| \| \| \| \| Dictyochophyceae \| \| \| \| |
|  |                                                                    |
|  | Pelagophyceae                                                      |
|  |                                                                    |
|  | Dictyochophyceae                                                   |
|  |                                                                    |

|  | Pelagophyceae    |
|  |                  |
|  | Dictyochophyceae |
|  |                  |

|  | Eustigmatophyceae         |
|  |                           |
|  | Guldalger (Chrysophyceae) |
|  |                           |

|  | \| \| Phaeothamnophyceae \| \| \| \| \| \| Gulgrönalger(Xanthophyceae) \| \| \| \| |
|  |                                                                                    |
|  | Brunalger (Phaeophyceae)                                                           |
|  |                                                                                    |
|  | Phaeothamnophyceae                                                                 |
|  |                                                                                    |
|  | Gulgrönalger(Xanthophyceae)                                                        |
|  |                                                                                    |

|  | Phaeothamnophyceae          |
|  |                             |
|  | Gulgrönalger(Xanthophyceae) |
|  |                             |

|  | \| \| Phaeothamnophyceae \| \| \| \| \| \| Gulgrönalger(Xanthophyceae) \| \| \| \| |
|  |                                                                                    |
|  | Brunalger (Phaeophyceae)                                                           |
|  |                                                                                    |
|  | Phaeothamnophyceae                                                                 |
|  |                                                                                    |
|  | Gulgrönalger(Xanthophyceae)                                                        |
|  |                                                                                    |

|  | Phaeothamnophyceae          |
|  |                             |
|  | Gulgrönalger(Xanthophyceae) |
|  |                             |

|  | Eustigmatophyceae         |
|  |                           |
|  | Guldalger (Chrysophyceae) |
|  |                           |

|  | \| \| Phaeothamnophyceae \| \| \| \| \| \| Gulgrönalger(Xanthophyceae) \| \| \| \| |
|  |                                                                                    |
|  | Brunalger (Phaeophyceae)                                                           |
|  |                                                                                    |
|  | Phaeothamnophyceae                                                                 |
|  |                                                                                    |
|  | Gulgrönalger(Xanthophyceae)                                                        |
|  |                                                                                    |

|  | Phaeothamnophyceae          |
|  |                             |
|  | Gulgrönalger(Xanthophyceae) |
|  |                             |

|  | \| \| Phaeothamnophyceae \| \| \| \| \| \| Gulgrönalger(Xanthophyceae) \| \| \| \| |
|  |                                                                                    |
|  | Brunalger (Phaeophyceae)                                                           |
|  |                                                                                    |
|  | Phaeothamnophyceae                                                                 |
|  |                                                                                    |
|  | Gulgrönalger(Xanthophyceae)                                                        |
|  |                                                                                    |

|  | Phaeothamnophyceae          |
|  |                             |
|  | Gulgrönalger(Xanthophyceae) |
|  |                             |

|  | Pinguiophyceae                                                     |
|  |                                                                    |
|  | \| \| Pelagophyceae \| \| \| \| \| \| Dictyochophyceae \| \| \| \| |
|  |                                                                    |
|  | Pelagophyceae                                                      |
|  |                                                                    |
|  | Dictyochophyceae                                                   |
|  |                                                                    |

|  | Pelagophyceae    |
|  |                  |
|  | Dictyochophyceae |
|  |                  |

|  | Eustigmatophyceae         |
|  |                           |
|  | Guldalger (Chrysophyceae) |
|  |                           |

|  | \| \| Phaeothamnophyceae \| \| \| \| \| \| Gulgrönalger(Xanthophyceae) \| \| \| \| |
|  |                                                                                    |
|  | Brunalger (Phaeophyceae)                                                           |
|  |                                                                                    |
|  | Phaeothamnophyceae                                                                 |
|  |                                                                                    |
|  | Gulgrönalger(Xanthophyceae)                                                        |
|  |                                                                                    |

|  | Phaeothamnophyceae          |
|  |                             |
|  | Gulgrönalger(Xanthophyceae) |
|  |                             |

|  | \| \| Phaeothamnophyceae \| \| \| \| \| \| Gulgrönalger(Xanthophyceae) \| \| \| \| |
|  |                                                                                    |
|  | Brunalger (Phaeophyceae)                                                           |
|  |                                                                                    |
|  | Phaeothamnophyceae                                                                 |
|  |                                                                                    |
|  | Gulgrönalger(Xanthophyceae)                                                        |
|  |                                                                                    |

|  | Phaeothamnophyceae          |
|  |                             |
|  | Gulgrönalger(Xanthophyceae) |
|  |                             |

|  | Eustigmatophyceae         |
|  |                           |
|  | Guldalger (Chrysophyceae) |
|  |                           |

|  | \| \| Phaeothamnophyceae \| \| \| \| \| \| Gulgrönalger(Xanthophyceae) \| \| \| \| |
|  |                                                                                    |
|  | Brunalger (Phaeophyceae)                                                           |
|  |                                                                                    |
|  | Phaeothamnophyceae                                                                 |
|  |                                                                                    |
|  | Gulgrönalger(Xanthophyceae)                                                        |
|  |                                                                                    |

|  | Phaeothamnophyceae          |
|  |                             |
|  | Gulgrönalger(Xanthophyceae) |
|  |                             |

|  | \| \| Phaeothamnophyceae \| \| \| \| \| \| Gulgrönalger(Xanthophyceae) \| \| \| \| |
|  |                                                                                    |
|  | Brunalger (Phaeophyceae)                                                           |
|  |                                                                                    |
|  | Phaeothamnophyceae                                                                 |
|  |                                                                                    |
|  | Gulgrönalger(Xanthophyceae)                                                        |
|  |                                                                                    |

|  | Phaeothamnophyceae          |
|  |                             |
|  | Gulgrönalger(Xanthophyceae) |
|  |                             |

|  | Developayella                                                                    |
|  |                                                                                  |
|  | \| \| Hyphochytridiomycetes \| \| \| \| \| \| Algsvampar (Oomycetes) \| \| \| \| |
|  |                                                                                  |
|  | Hyphochytridiomycetes                                                            |
|  |                                                                                  |
|  | Algsvampar (Oomycetes)                                                           |
|  |                                                                                  |

|  | Hyphochytridiomycetes  |
|  |                        |
|  | Algsvampar (Oomycetes) |
|  |                        |

|  | Pinguiophyceae                                                     |
|  |                                                                    |
|  | \| \| Pelagophyceae \| \| \| \| \| \| Dictyochophyceae \| \| \| \| |
|  |                                                                    |
|  | Pelagophyceae                                                      |
|  |                                                                    |
|  | Dictyochophyceae                                                   |
|  |                                                                    |

|  | Pelagophyceae    |
|  |                  |
|  | Dictyochophyceae |
|  |                  |

|  | Eustigmatophyceae         |
|  |                           |
|  | Guldalger (Chrysophyceae) |
|  |                           |

|  | \| \| Phaeothamnophyceae \| \| \| \| \| \| Gulgrönalger(Xanthophyceae) \| \| \| \| |
|  |                                                                                    |
|  | Brunalger (Phaeophyceae)                                                           |
|  |                                                                                    |
|  | Phaeothamnophyceae                                                                 |
|  |                                                                                    |
|  | Gulgrönalger(Xanthophyceae)                                                        |
|  |                                                                                    |

|  | Phaeothamnophyceae          |
|  |                             |
|  | Gulgrönalger(Xanthophyceae) |
|  |                             |

|  | \| \| Phaeothamnophyceae \| \| \| \| \| \| Gulgrönalger(Xanthophyceae) \| \| \| \| |
|  |                                                                                    |
|  | Brunalger (Phaeophyceae)                                                           |
|  |                                                                                    |
|  | Phaeothamnophyceae                                                                 |
|  |                                                                                    |
|  | Gulgrönalger(Xanthophyceae)                                                        |
|  |                                                                                    |

|  | Phaeothamnophyceae          |
|  |                             |
|  | Gulgrönalger(Xanthophyceae) |
|  |                             |

|  | Eustigmatophyceae         |
|  |                           |
|  | Guldalger (Chrysophyceae) |
|  |                           |

|  | \| \| Phaeothamnophyceae \| \| \| \| \| \| Gulgrönalger(Xanthophyceae) \| \| \| \| |
|  |                                                                                    |
|  | Brunalger (Phaeophyceae)                                                           |
|  |                                                                                    |
|  | Phaeothamnophyceae                                                                 |
|  |                                                                                    |
|  | Gulgrönalger(Xanthophyceae)                                                        |
|  |                                                                                    |

|  | Phaeothamnophyceae          |
|  |                             |
|  | Gulgrönalger(Xanthophyceae) |
|  |                             |

|  | \| \| Phaeothamnophyceae \| \| \| \| \| \| Gulgrönalger(Xanthophyceae) \| \| \| \| |
|  |                                                                                    |
|  | Brunalger (Phaeophyceae)                                                           |
|  |                                                                                    |
|  | Phaeothamnophyceae                                                                 |
|  |                                                                                    |
|  | Gulgrönalger(Xanthophyceae)                                                        |
|  |                                                                                    |

|  | Phaeothamnophyceae          |
|  |                             |
|  | Gulgrönalger(Xanthophyceae) |
|  |                             |

|  | Pinguiophyceae                                                     |
|  |                                                                    |
|  | \| \| Pelagophyceae \| \| \| \| \| \| Dictyochophyceae \| \| \| \| |
|  |                                                                    |
|  | Pelagophyceae                                                      |
|  |                                                                    |
|  | Dictyochophyceae                                                   |
|  |                                                                    |

|  | Pelagophyceae    |
|  |                  |
|  | Dictyochophyceae |
|  |                  |

|  | Eustigmatophyceae         |
|  |                           |
|  | Guldalger (Chrysophyceae) |
|  |                           |

|  | \| \| Phaeothamnophyceae \| \| \| \| \| \| Gulgrönalger(Xanthophyceae) \| \| \| \| |
|  |                                                                                    |
|  | Brunalger (Phaeophyceae)                                                           |
|  |                                                                                    |
|  | Phaeothamnophyceae                                                                 |
|  |                                                                                    |
|  | Gulgrönalger(Xanthophyceae)                                                        |
|  |                                                                                    |

|  | Phaeothamnophyceae          |
|  |                             |
|  | Gulgrönalger(Xanthophyceae) |
|  |                             |

|  | \| \| Phaeothamnophyceae \| \| \| \| \| \| Gulgrönalger(Xanthophyceae) \| \| \| \| |
|  |                                                                                    |
|  | Brunalger (Phaeophyceae)                                                           |
|  |                                                                                    |
|  | Phaeothamnophyceae                                                                 |
|  |                                                                                    |
|  | Gulgrönalger(Xanthophyceae)                                                        |
|  |                                                                                    |

|  | Phaeothamnophyceae          |
|  |                             |
|  | Gulgrönalger(Xanthophyceae) |
|  |                             |

|  | Eustigmatophyceae         |
|  |                           |
|  | Guldalger (Chrysophyceae) |
|  |                           |

|  | \| \| Phaeothamnophyceae \| \| \| \| \| \| Gulgrönalger(Xanthophyceae) \| \| \| \| |
|  |                                                                                    |
|  | Brunalger (Phaeophyceae)                                                           |
|  |                                                                                    |
|  | Phaeothamnophyceae                                                                 |
|  |                                                                                    |
|  | Gulgrönalger(Xanthophyceae)                                                        |
|  |                                                                                    |

|  | Phaeothamnophyceae          |
|  |                             |
|  | Gulgrönalger(Xanthophyceae) |
|  |                             |

|  | \| \| Phaeothamnophyceae \| \| \| \| \| \| Gulgrönalger(Xanthophyceae) \| \| \| \| |
|  |                                                                                    |
|  | Brunalger (Phaeophyceae)                                                           |
|  |                                                                                    |
|  | Phaeothamnophyceae                                                                 |
|  |                                                                                    |
|  | Gulgrönalger(Xanthophyceae)                                                        |
|  |                                                                                    |

|  | Phaeothamnophyceae          |
|  |                             |
|  | Gulgrönalger(Xanthophyceae) |
|  |                             |

|  | Pinguiophyceae                                                     |
|  |                                                                    |
|  | \| \| Pelagophyceae \| \| \| \| \| \| Dictyochophyceae \| \| \| \| |
|  |                                                                    |
|  | Pelagophyceae                                                      |
|  |                                                                    |
|  | Dictyochophyceae                                                   |
|  |                                                                    |

|  | Pelagophyceae    |
|  |                  |
|  | Dictyochophyceae |
|  |                  |

|  | Eustigmatophyceae         |
|  |                           |
|  | Guldalger (Chrysophyceae) |
|  |                           |

|  | \| \| Phaeothamnophyceae \| \| \| \| \| \| Gulgrönalger(Xanthophyceae) \| \| \| \| |
|  |                                                                                    |
|  | Brunalger (Phaeophyceae)                                                           |
|  |                                                                                    |
|  | Phaeothamnophyceae                                                                 |
|  |                                                                                    |
|  | Gulgrönalger(Xanthophyceae)                                                        |
|  |                                                                                    |

|  | Phaeothamnophyceae          |
|  |                             |
|  | Gulgrönalger(Xanthophyceae) |
|  |                             |

|  | \| \| Phaeothamnophyceae \| \| \| \| \| \| Gulgrönalger(Xanthophyceae) \| \| \| \| |
|  |                                                                                    |
|  | Brunalger (Phaeophyceae)                                                           |
|  |                                                                                    |
|  | Phaeothamnophyceae                                                                 |
|  |                                                                                    |
|  | Gulgrönalger(Xanthophyceae)                                                        |
|  |                                                                                    |

|  | Phaeothamnophyceae          |
|  |                             |
|  | Gulgrönalger(Xanthophyceae) |
|  |                             |

|  | Eustigmatophyceae         |
|  |                           |
|  | Guldalger (Chrysophyceae) |
|  |                           |

|  | \| \| Phaeothamnophyceae \| \| \| \| \| \| Gulgrönalger(Xanthophyceae) \| \| \| \| |
|  |                                                                                    |
|  | Brunalger (Phaeophyceae)                                                           |
|  |                                                                                    |
|  | Phaeothamnophyceae                                                                 |
|  |                                                                                    |
|  | Gulgrönalger(Xanthophyceae)                                                        |
|  |                                                                                    |

|  | Phaeothamnophyceae          |
|  |                             |
|  | Gulgrönalger(Xanthophyceae) |
|  |                             |

|  | \| \| Phaeothamnophyceae \| \| \| \| \| \| Gulgrönalger(Xanthophyceae) \| \| \| \| |
|  |                                                                                    |
|  | Brunalger (Phaeophyceae)                                                           |
|  |                                                                                    |
|  | Phaeothamnophyceae                                                                 |
|  |                                                                                    |
|  | Gulgrönalger(Xanthophyceae)                                                        |
|  |                                                                                    |

|  | Phaeothamnophyceae          |
|  |                             |
|  | Gulgrönalger(Xanthophyceae) |
|  |                             |

|  | Pinguiophyceae                                                     |
|  |                                                                    |
|  | \| \| Pelagophyceae \| \| \| \| \| \| Dictyochophyceae \| \| \| \| |
|  |                                                                    |
|  | Pelagophyceae                                                      |
|  |                                                                    |
|  | Dictyochophyceae                                                   |
|  |                                                                    |

|  | Pelagophyceae    |
|  |                  |
|  | Dictyochophyceae |
|  |                  |

|  | Eustigmatophyceae         |
|  |                           |
|  | Guldalger (Chrysophyceae) |
|  |                           |

|  | \| \| Phaeothamnophyceae \| \| \| \| \| \| Gulgrönalger(Xanthophyceae) \| \| \| \| |
|  |                                                                                    |
|  | Brunalger (Phaeophyceae)                                                           |
|  |                                                                                    |
|  | Phaeothamnophyceae                                                                 |
|  |                                                                                    |
|  | Gulgrönalger(Xanthophyceae)                                                        |
|  |                                                                                    |

|  | Phaeothamnophyceae          |
|  |                             |
|  | Gulgrönalger(Xanthophyceae) |
|  |                             |

|  | \| \| Phaeothamnophyceae \| \| \| \| \| \| Gulgrönalger(Xanthophyceae) \| \| \| \| |
|  |                                                                                    |
|  | Brunalger (Phaeophyceae)                                                           |
|  |                                                                                    |
|  | Phaeothamnophyceae                                                                 |
|  |                                                                                    |
|  | Gulgrönalger(Xanthophyceae)                                                        |
|  |                                                                                    |

|  | Phaeothamnophyceae          |
|  |                             |
|  | Gulgrönalger(Xanthophyceae) |
|  |                             |

|  | Eustigmatophyceae         |
|  |                           |
|  | Guldalger (Chrysophyceae) |
|  |                           |

|  | \| \| Phaeothamnophyceae \| \| \| \| \| \| Gulgrönalger(Xanthophyceae) \| \| \| \| |
|  |                                                                                    |
|  | Brunalger (Phaeophyceae)                                                           |
|  |                                                                                    |
|  | Phaeothamnophyceae                                                                 |
|  |                                                                                    |
|  | Gulgrönalger(Xanthophyceae)                                                        |
|  |                                                                                    |

|  | Phaeothamnophyceae          |
|  |                             |
|  | Gulgrönalger(Xanthophyceae) |
|  |                             |

|  | \| \| Phaeothamnophyceae \| \| \| \| \| \| Gulgrönalger(Xanthophyceae) \| \| \| \| |
|  |                                                                                    |
|  | Brunalger (Phaeophyceae)                                                           |
|  |                                                                                    |
|  | Phaeothamnophyceae                                                                 |
|  |                                                                                    |
|  | Gulgrönalger(Xanthophyceae)                                                        |
|  |                                                                                    |

|  | Phaeothamnophyceae          |
|  |                             |
|  | Gulgrönalger(Xanthophyceae) |
|  |                             |